# Carex ventosa
Espèce
Classification phylogénétique
Carex ventosa est une espèce de plantes du genre Carex et de la famille des Cyperaceae.